# Thonnance-lès-Joinville
Thonnance-lès-Joinville är en kommun i departementet Haute-Marne i regionen Grand Est (tidigare regionen Champagne-Ardenne) i nordöstra Frankrike. Kommunen ligger i kantonen Joinville som tillhör arrondissementet Saint-Dizier. År 2022 hade Thonnance-lès-Joinville 703 invånare.

## Befolkningsutveckling
Antalet invånare i kommunen Thonnance-lès-Joinville
| Referens: INSEE |